# Marcelina de Milão
Santa Marcelina (Roma, c. 327 — Roma, c. 397) viveu em Mediolano (Milão), cidade da Ligúria e aos vinte e cinco anos recebeu das mãos do Papa Libério o véu da consagração virginal na basílica romana de São Pedro, na festa da Epifânia do Senhor no ano de 353. 
Atribui-se a ela a fundação de uma comunidade monástica sob a guia de Santo Ambrósio, seu irmão, Bispo de Milão. É a padroeira das Irmãs Marcelinas, congregação religiosa de origem milanesa dedicada à educação cristã das juventudes e a obras de caridade, fundada em 1838 pelo Beato Luigi Biraghi.
Por seu empenho na educação de seus irmãos menores é invocada como exemplo e protetora dos educadores. O Martirológio Romano recorda sua festa litúrgica no dia 17 de julho.

## Biografia

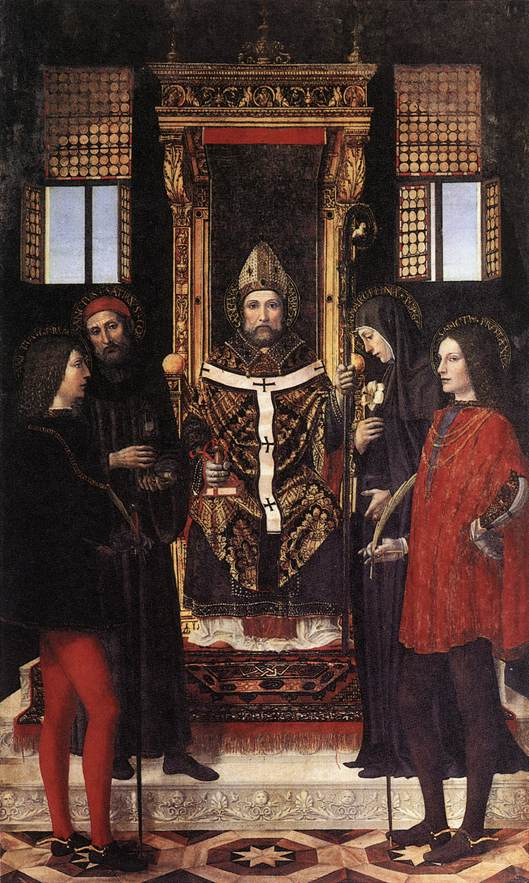
Santo Ambrósio ao centro, a seu lado seus irmãos São Sátiro e Santa Marcelina, e adiante os Santos Gervásio e Protásio (Obra de Ambrogio da Fossano, 1490)

Marcelina nasceu em Roma, provavelmente no ano de 327 e pertencia a família dos Ambrósios. Filha de Aurélio Ambrósio, prefeito da Gália, que depois da morte prematura dos pais se dedicou a educação de seus irmãos menores. Seu pai trabalhou como prefeito romano governando aquela região a partir de Augusta dos Tréveros (atual Tréveris), hoje Alemanha. Sua mãe, cujo nome se desconhece, é descrita como uma mulher inteligente e piedosa. A família de Marcelina pertencia a nobreza romana que abraçou a fé cristã, parece confirmado seu parentesco com a gens Aurelia. Nascida no século IV Marcelina cresceu num contexto de grandes transformações culturais. Em 327 se iniciava a construção da catedral de Antioquia.  
 Em 340 seu pai assumiu o cargo de governador e a família se transferiu para Gália, ali permanecendo por alguns anos. Em Tréveris Marcelina passou sua infância e adolescência. Naquele mesmo ano nascia o terceiro filho do casal, que recebeu o nome do pai, Ambrósio. Além disso, a família sofreu a morte precoce do pai ainda naquele ano. Diante disso, a mãe de Marcelina retornou com os três filhos à Roma. Ali, passados alguns anos e antes da jovem completar 20 anos, sua mãe faleceu. Assim, Marcelina assumiu a responsabilidade pela educação de seus irmãos menores. Sátiro e Ambrósio foram confiados a bons e competentes mestres, dedicando-se ambos, com sucesso, aos estudos jurídicos, à literatura e à retórica.
Marcelina recebeu uma sólida formação cristã. Como fruto maduro de seu intenso crescimento espiritual, no dia de Natal, por volta do ano de 353, consagrou-se a Deus na basílica vaticana, recebendo o véu das virgens das mãos do Papa Libério. Marcelina entra no rol das virgens do século IV; tinha diante dos olhos um exemplo de coerência cristã, vivida até o martírio, pois pertencia a mesma família da virgem Santa Sotera, sua parenta, martirizada em 304, durante a perseguição de Diocleciano, que Ambrósio lembra com orgulho e comoção no De Virginibus. Segundo o costume, Marcelina seguiu vivendo em família, compartilhando, porém, a vida de consagração com uma amiga. Santo Ambrósio recorda a consagração de sua irmã e as palavras do Papa Libério no tratado De virginibus, dedicado à sua irmã. A vida de Marcelina, a partir de agora, será totalmente dedicada à oração e ao estudo das Sagradas Escrituras. Muitas jovens desejosas de serem orientadas por ela no conhecimento do Senhor acorriam a sua casa e junto a ela se exercitavam no socorro aos pobres e sofredores. Ao mesmo tempo, Marcelina não descuida da educação humana, cultural e cristã de seus dois irmãos, logo nomeados para importantes cargos públicos. Seus irmãos, Sátiro e Ambrósio, completaram os estudos em direito e retórica e em 365 ambos foram chamados à magistratura junto a Prefeitura de Sírmio.
 No tempo do imperador Valentiniano I, no ano de 372, Ambrósio é eleito governador de Milão e Sátiro foi nomeado para uma Prefeitura. Dois anos mais tarde, em 374, chega uma inesperada e clamorosa notícia: "Ambrósio foi eleito Bispo de Milão"! Com a morte de Auxêncio de Milão, bispo ariano, seus partidários organizaram-se rapidamente na tentativa de eleger um sucessor. Em virtude de tensões existentes ali Ambrósio foi chamado para apaziguar a situação, dirigiu-se a igreja aonde os seguidores de Auxêncio estavam reunidos com o objetivo de evitar um escândalo, o que era provável, pôs-se a discursar, mas seu discurso foi interrompido por um grito: "Ambrósio, bispo!" Assim, por aclamação popular Ambrósio tornou-se Bispo de Milão, sendo aprovado pelo Papa Dâmaso I. Logo, para auxiliar o irmão em sua nova missão, Marcelina não hesita em acompanhá-lo à sede milanesa e ajudá-lo no que fosse necessário. Para ambos Marcelina foi conselheira e mestra. Paralelamente, continuava sua missão junto as suas companheiras que com ela vieram para Roma. 

Em sua vida diária, Marcelina foi além das lições mais perfeitas. Jejuava todos os dias até o anoitecer, e dedicava a maior parte do dia e da noite à oração e à leitura espiritual. S. Ambrósio aconselhou-a, nos últimos anos de sua vida, a que moderasse a sua austeridade e redobrasse as orações, especialmente pela recitação frequente dos salmos, da Oração do Senhor, o Credo, que ele chama de selo do cristão, e de guarda dos nossos corações.
No silêncio de uma vida recolhida desenvolveu um intenso apostolado eclesial, participando ativamente das labutas do Bispo Ambrósio, orientou-o a manter-se firme e seguro no serviço da fé e da promoção da justiça. O Bispo era muito grato a seus irmãos, sobretudo, a Marcelina, a quem considerava uma verdadeira mãe. Encantava-o seu modo de proceder e em muitas ocasiões Ambrósio propunha seu exemplo a muitas outras jovens que também eram chamadas por Deus à consagração. Tamanha era a admiração que Ambrósio nutria por sua irmã Marcelina que em sua homenagem e por ela incentivado escreveu uma obra intitulada De Virginibus, exaltando as boas virtudes e a vida de Marcelina, sua querida irmã.

Após a eleição de Ambrósio como Bispo Sátiro assumiu toda a parte administrativa dos bens da família, que eram também destinados aos pobres. Assim como Marcelina, Sátiro foi um fiel colaborador em todos os projetos e empreendimentos de Ambrósio. Sátiro foi o primeiro a morrer, no ano de 379.
Ambrósio dedicará um belo sermão em homenagem ao irmão morto. Passados alguns anos, na madrugada do sábado santo, dia 4 de abril de 397, com 57 anos aproximadamente, Ambrósio deixa este mundo. Na rápida enfermidade que lhe abriu as portas do céu Marcelina acompanhou-o até o fim. Tendo assistido à morte dos dois irmãos, por fim, muito esgotada, morreu poucos meses depois de Ambrósio, no dia 17 de julho de 397, com 70 anos. A voz do povo a proclamou santa pela vida tão edificante que levou. Foi sepultada junto a Basílica de Santo Ambrósio.
Em 1722 seus restos mortais foram posteriormente transladados a uma capela erguida em sua homenagem na mesma Basílica. Em homenagem à irmã de santo Ambrósio, em 1838, o Beato Luigi Biraghi e Madre Marina Videmari fundaram o instituto religioso feminino das Irmãs de Santa Marcelina, para a educação de jovens.

## Galeria

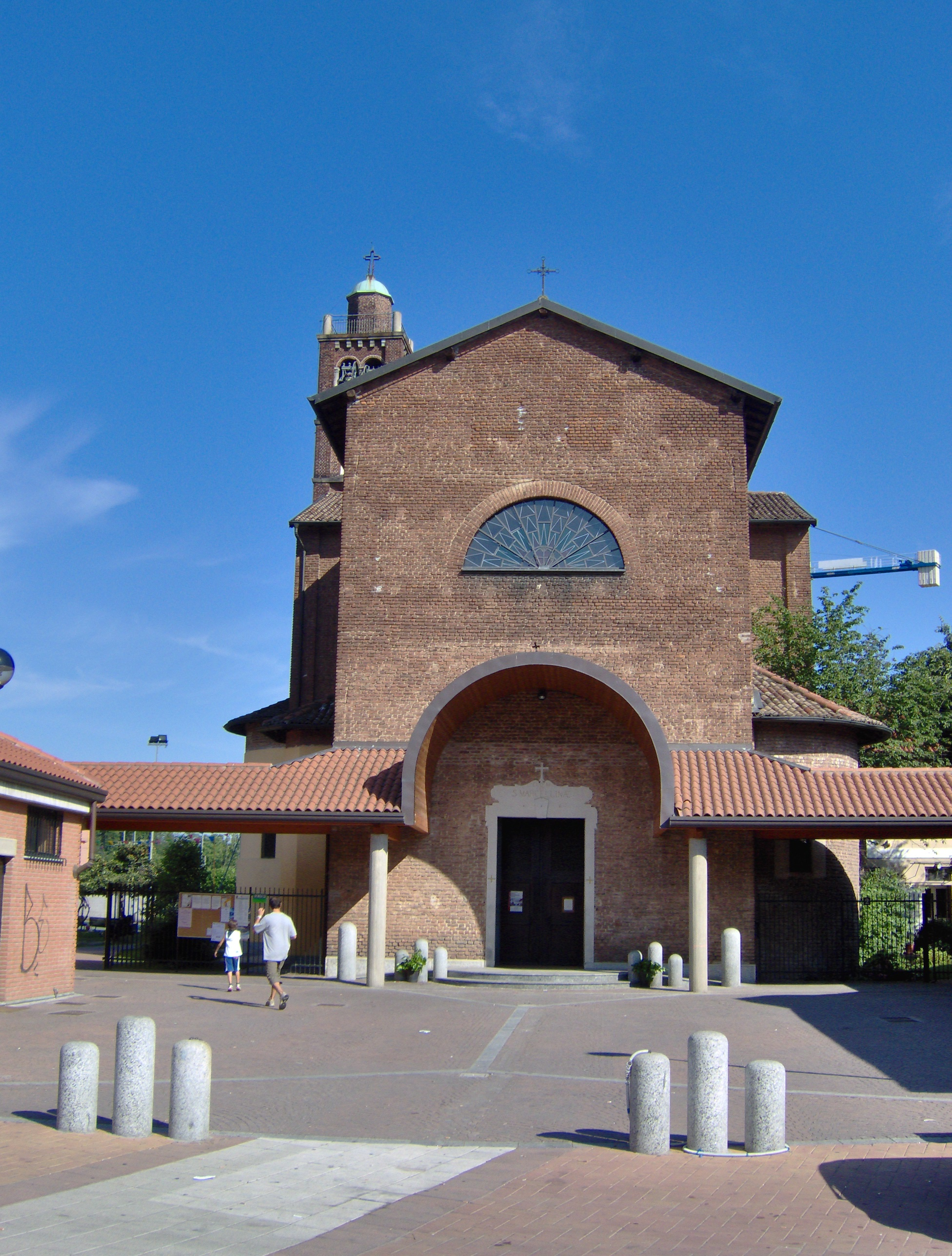
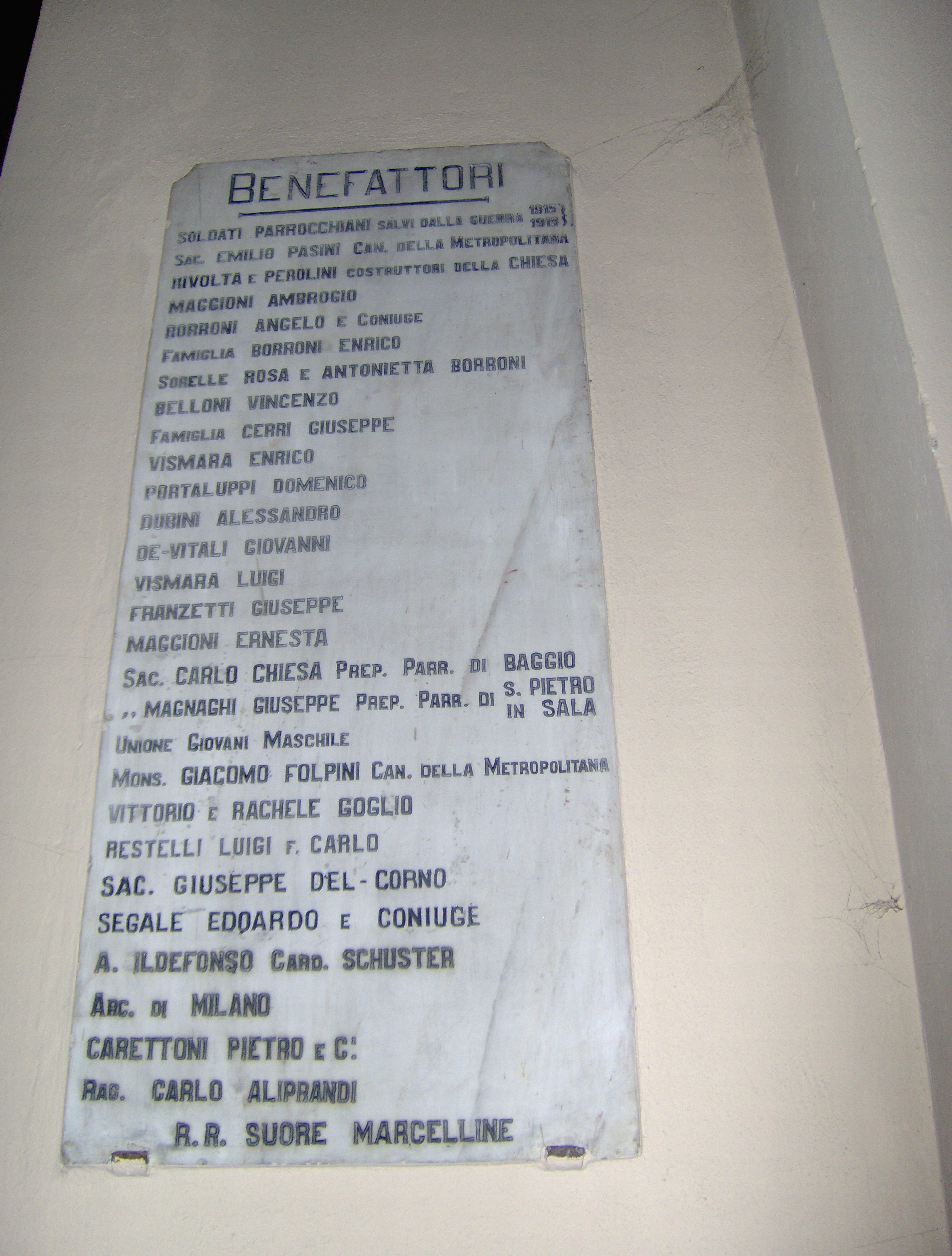
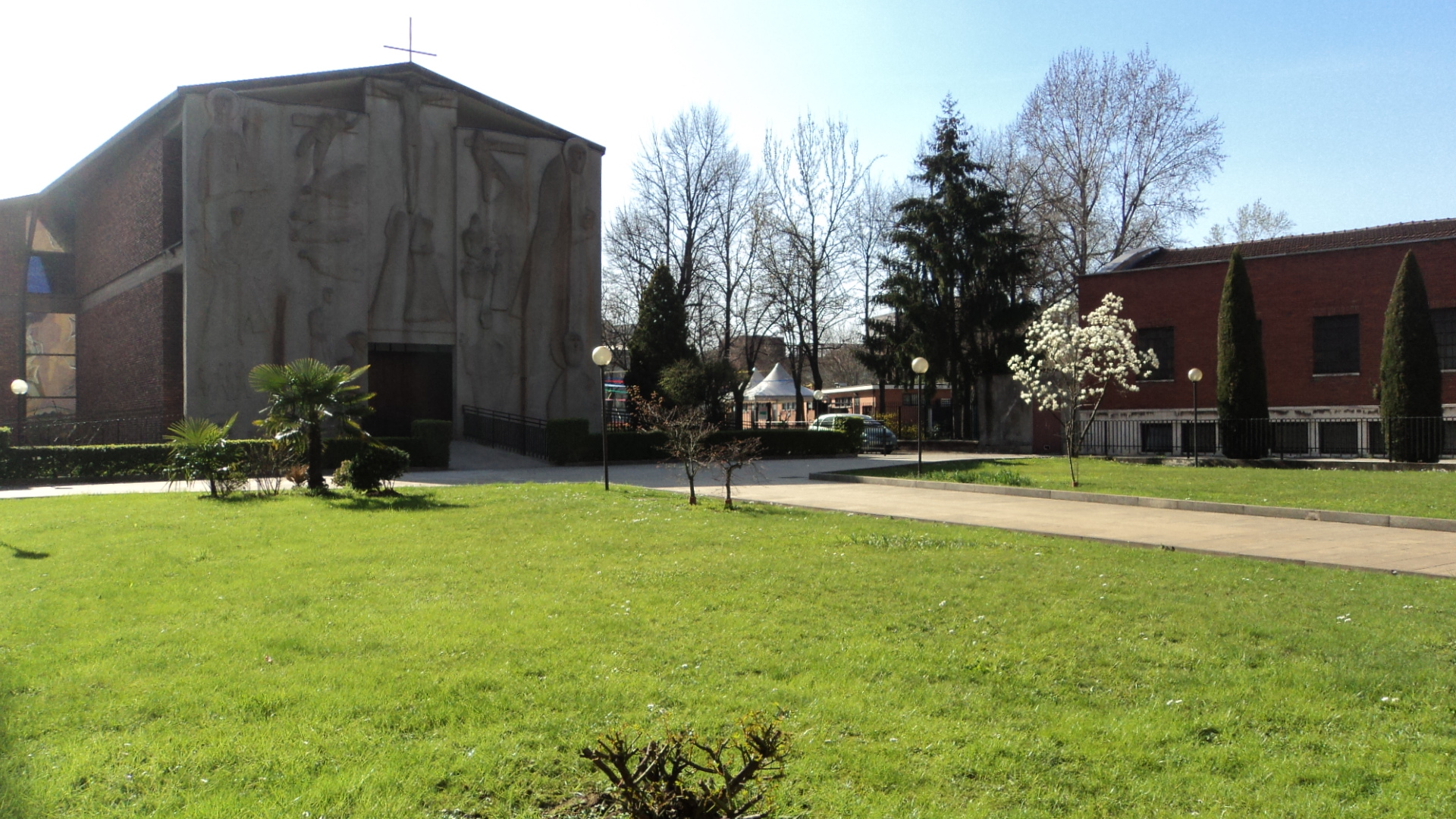
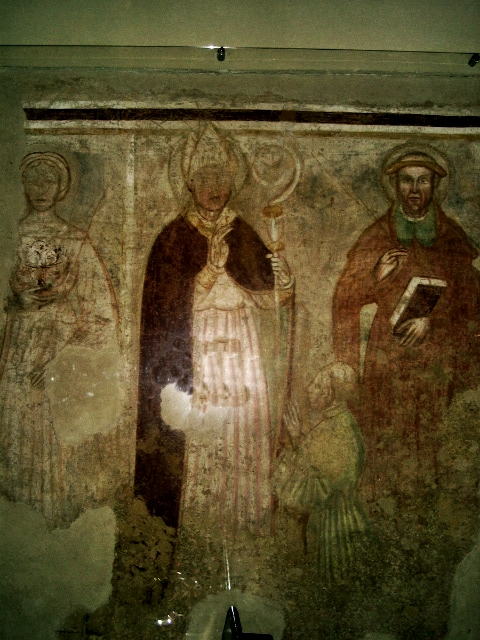
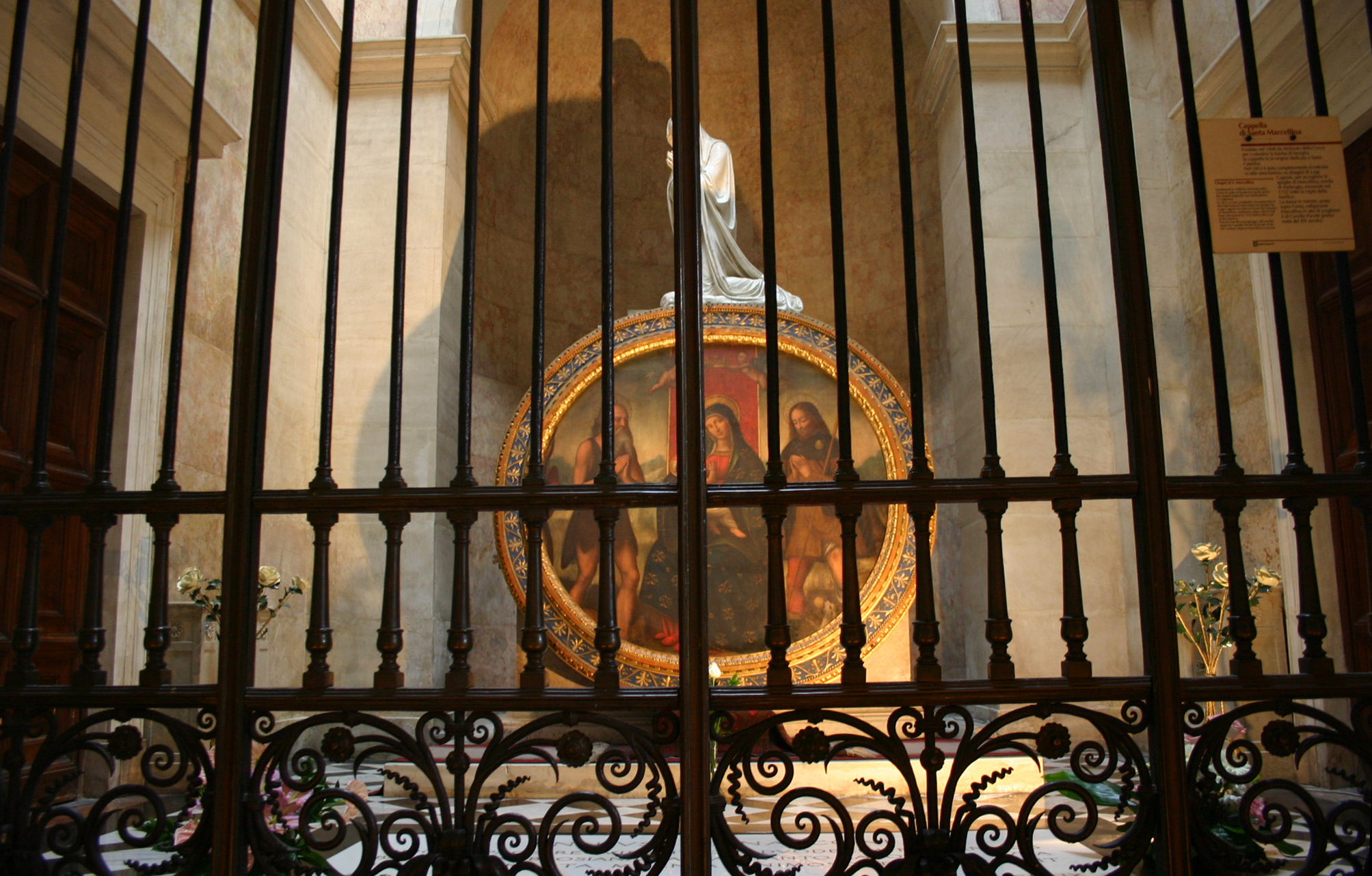
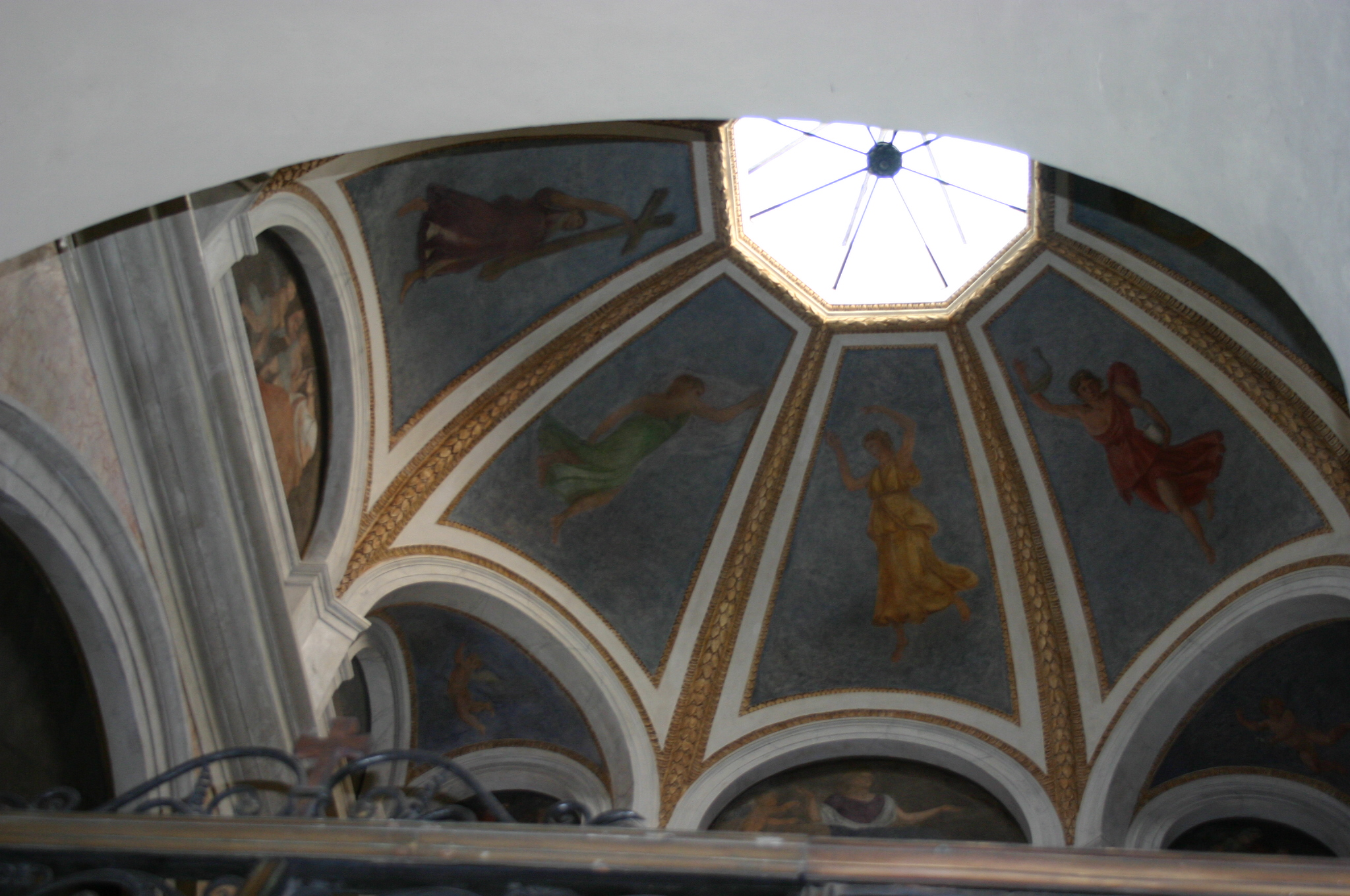
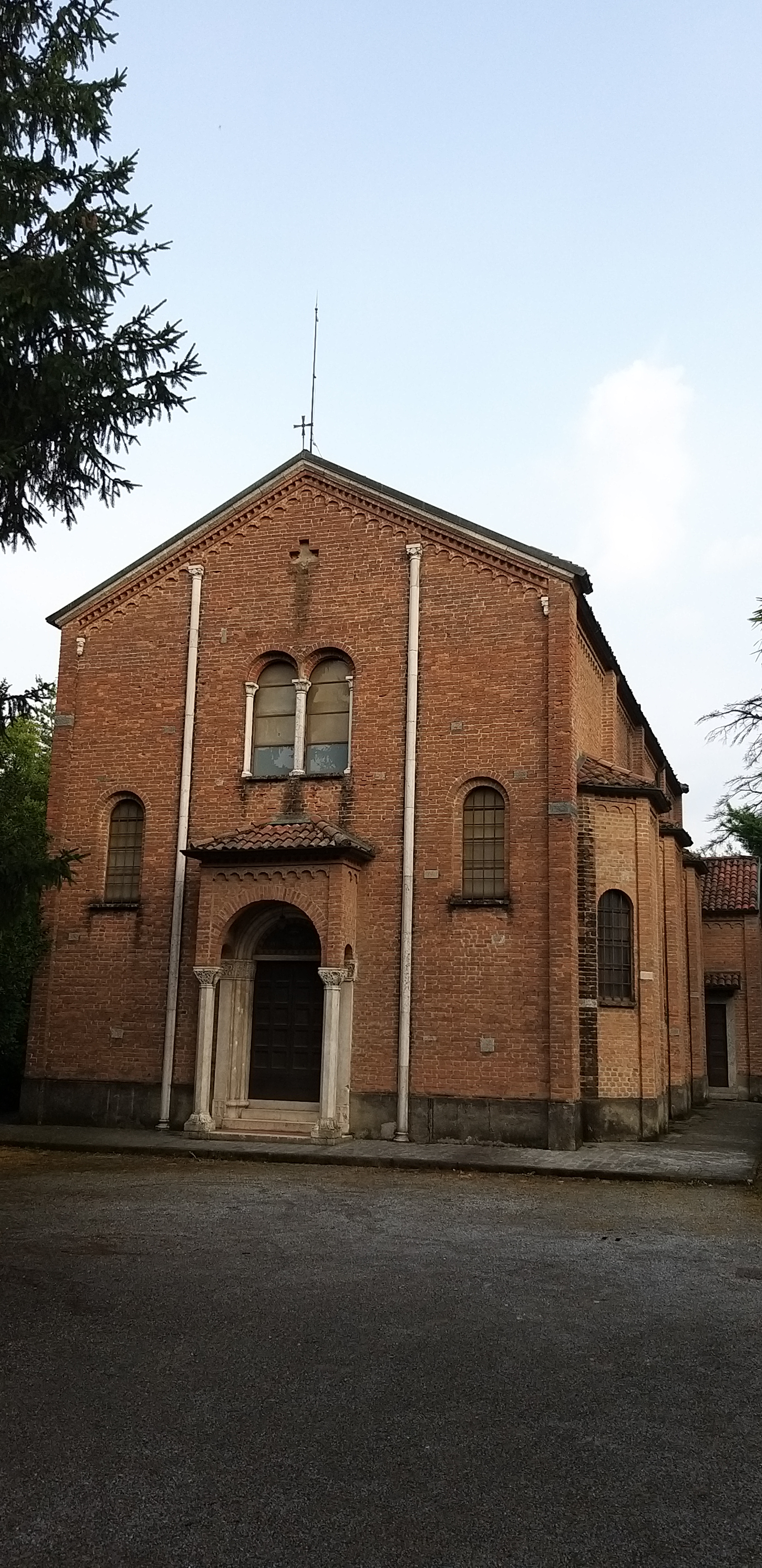
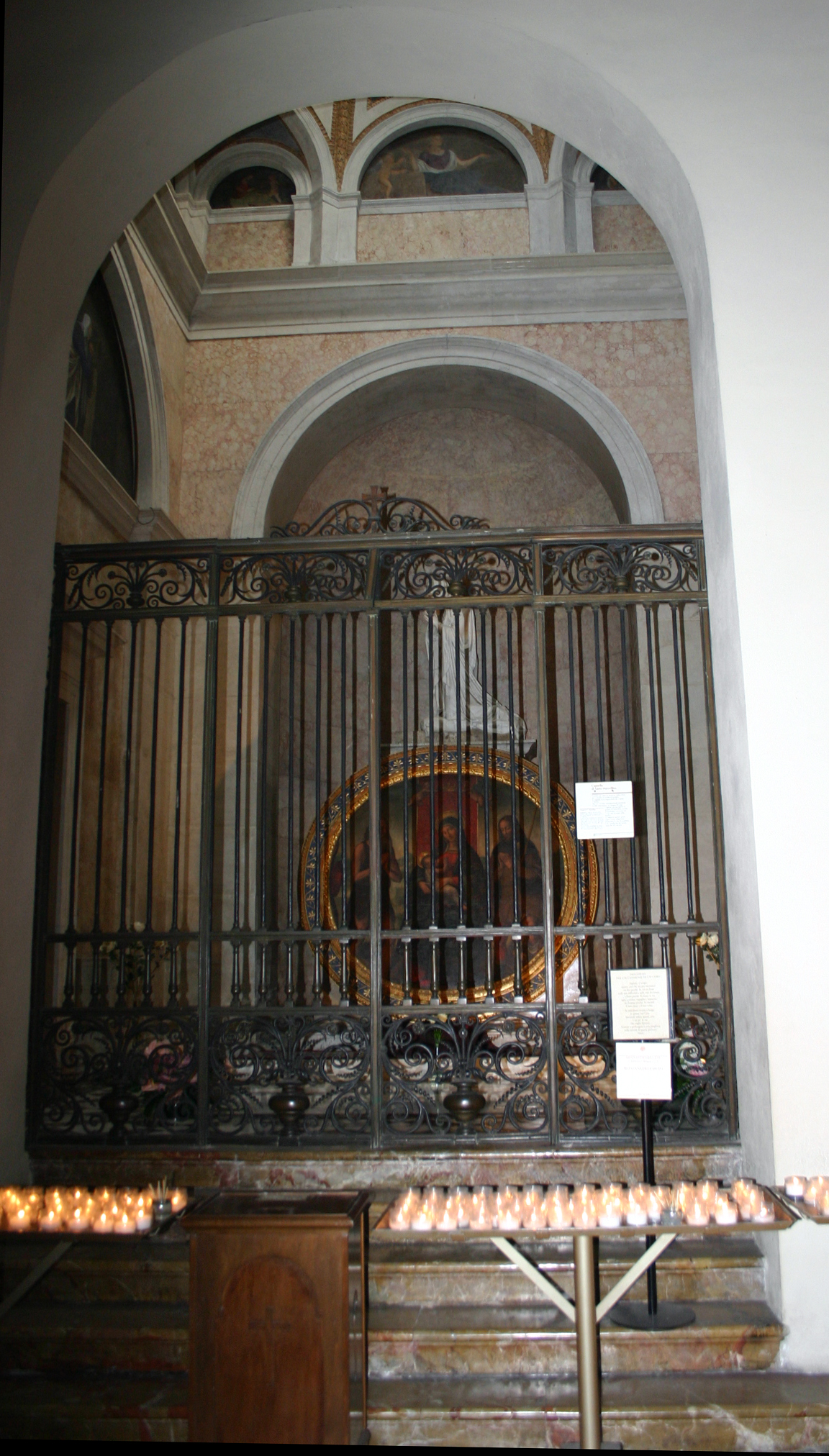

## Síntese cronológica

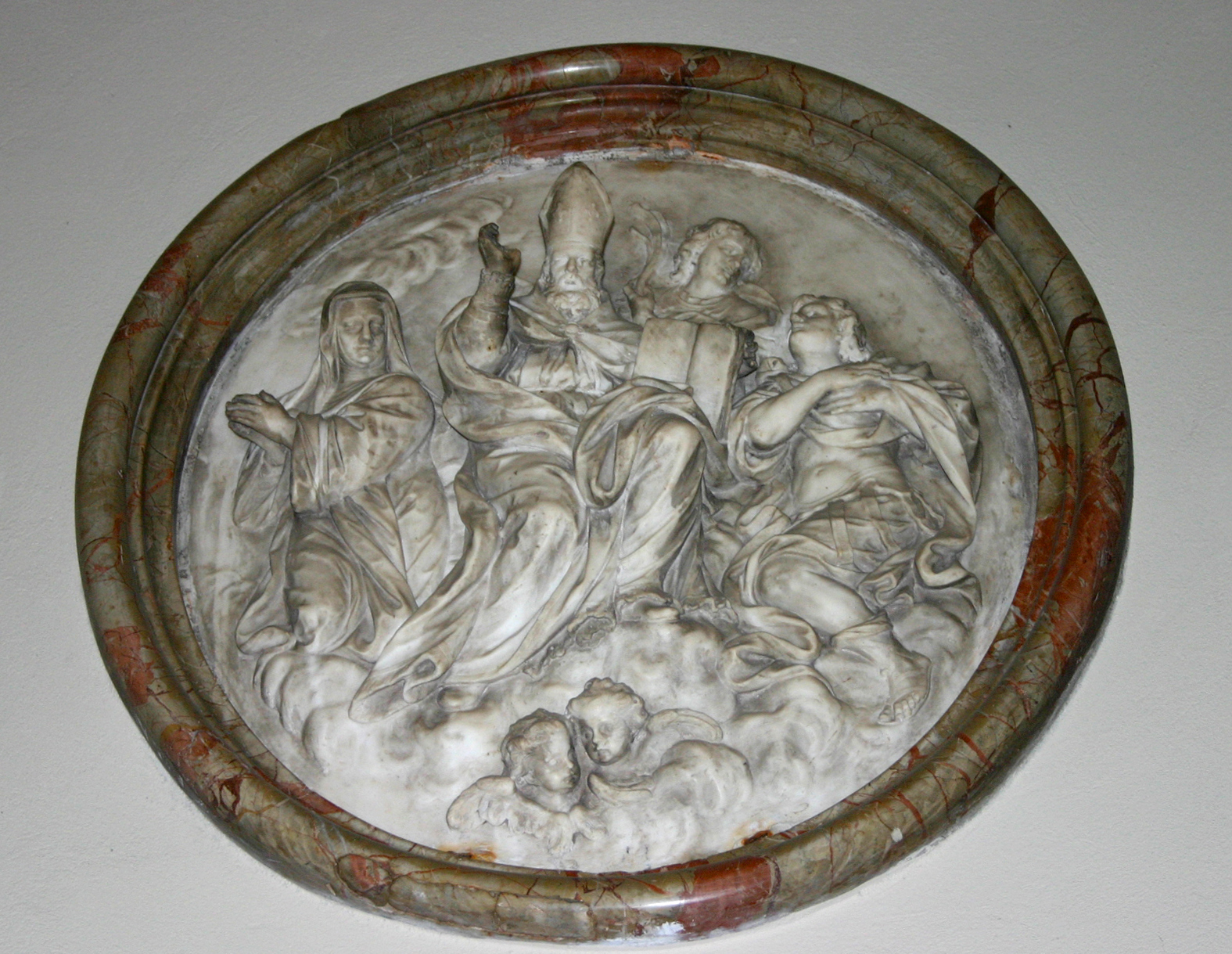
Santa Marcelina e seu irmão Santo Ambrósio. Cripta da Basílica de Santo Ambrósio (Milão). Foto: Giovanni Dall'Orto.

| Anos | Eventos importantes da vida de Santa Marcelina                                                                                                 |
| ---- | --- |
| 327  | Nasce Marcelina, na casa paterna, em Roma. Filha mais velha de Aurélio Ambrósio, prefeito romano, que governou a Gália, atua Tréveris.         |
| 337  | Nasce Sátiro, segundo filho do casal, na cidade de Tréveris.                                                                                   |
| 340  | Nasce Ambrósio, terceiro filho do casal, em Tréveris. Naquele mesmo ano morre Aurélio Ambrósio, o pai. A família de Marcelina regressa a Roma. |
| 347  | Morre sua mãe, cujo nome desconhecemos. Marcelina assume, a partir de então, a responsabilidade de educar seus irmãos menores.                 |
| 353  | Na noite de Natal, na Antiga Basílica de São Pedro, em Roma, Marcelina recebe das mãos do Papa Libério o véu da consagração total.             |
| 365  | Sátiro e Ambrósio são chamados à magistratura junto a Prefeitura de Sírmio.                                                                    |
| 372  | Ambrósio é nomeado governador de Milão. Sátiro, por sua vez, foi nomeado para a prefeitura da mesma cidade.                                    |
| 374  | Ambrósio é eleito Bispo de Milão por aclamação popular.                                                                                        |
| 377  | Ambrósio escreve o De virginibus ad Marcellinam sororem.                                                                                       |
| 378  | Ambrósio escreve o tratado De virginitate. |
| 379  | Morre Sátiro em Milão. |
| 392  | Ambrósio escreve a obra De institutione virginis.                                                                                              |
| 393  | Ambrósio redige a Exhortatio virginitatis. |
| 397  | Morre Ambrósio em Milão. Naquele mesmo ano no dia 17 de julho Marcelina entra para a glória celeste. A piedade popular a proclamará santa.     |